# Lavoirs du Châtillonnais
Les lavoirs du Châtillonnais, comme les églises, cimetières et mairies-écoles, sont un des éléments structurants de chaque village. 

## Généralités
Toute commune du Châtillonnais possède au moins un lavoir ancien le plus souvent inscrit à l’inventaire général du patrimoine culturel. Certains sont antérieurs à la Révolution française mais, comme pour beaucoup d'églises construites au XIXe siècle, l'apparition des autres est liée au développement métallurgique de la région. Leurs architectes sont d'ailleurs souvent les mêmes que ceux des églises et mairies-écoles. On en rencontre :

### Au fil de l'eau
Souvent en fond de vallée :

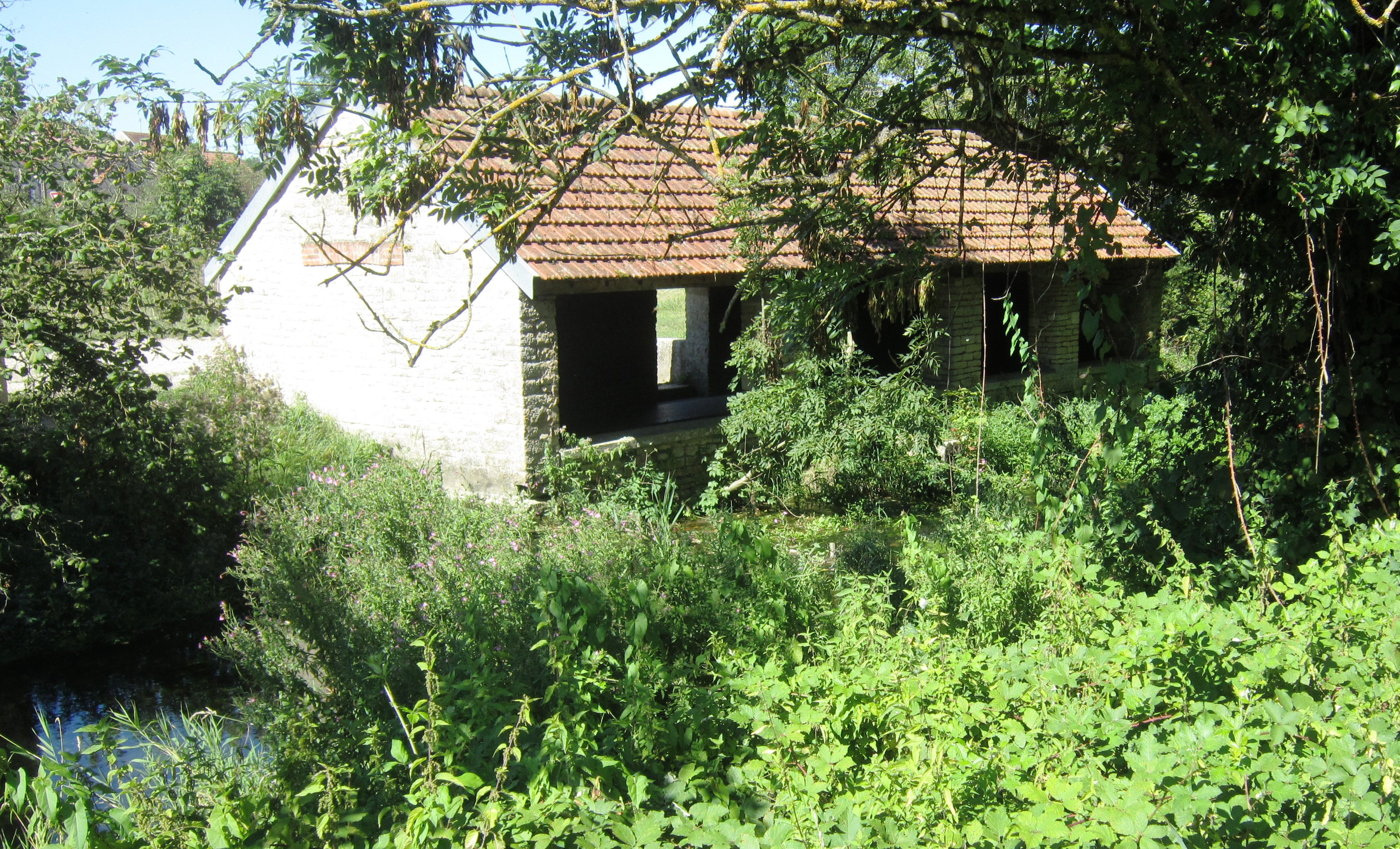
Sainte-Colombe-sur-Seine
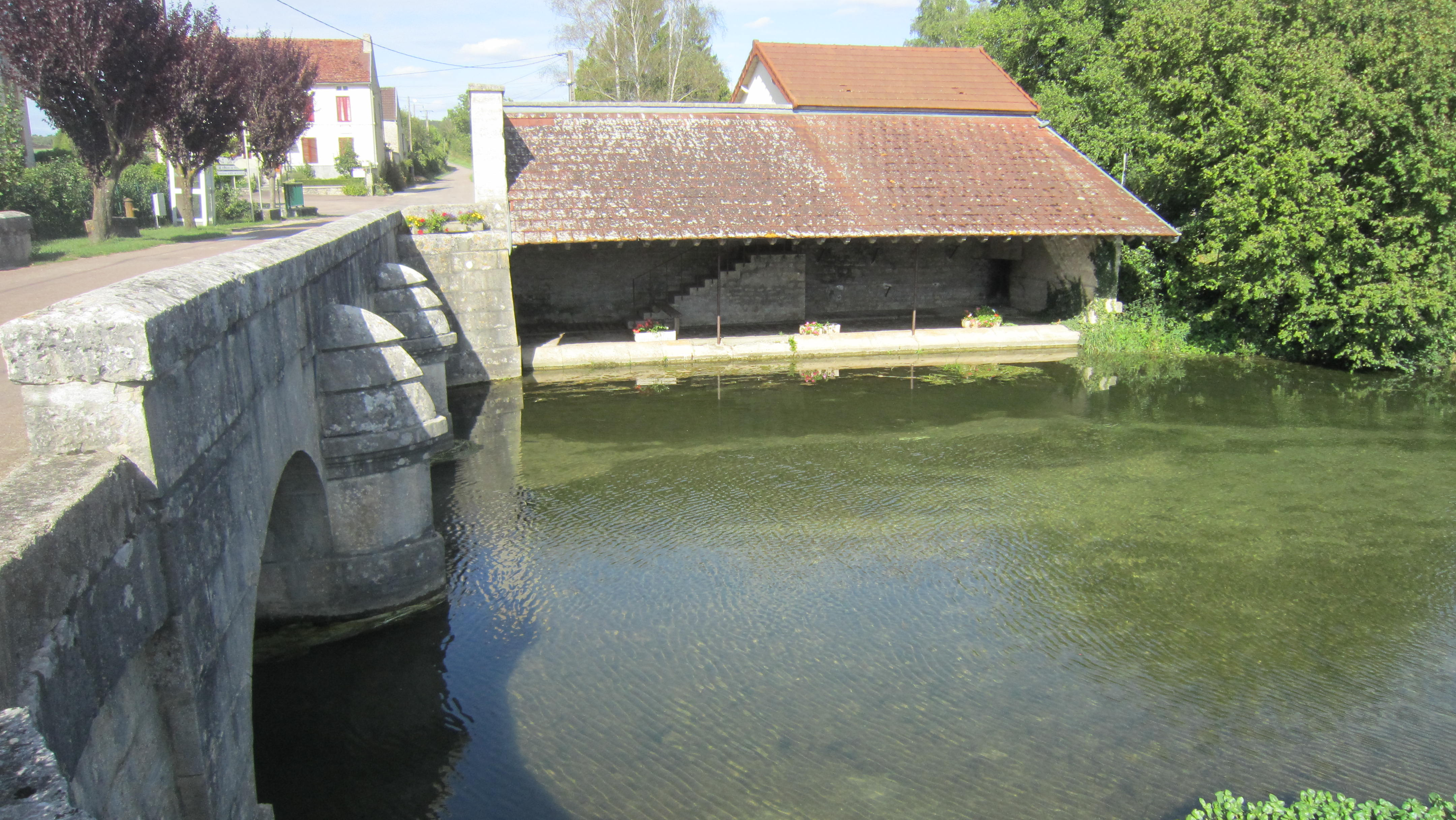
Griselles
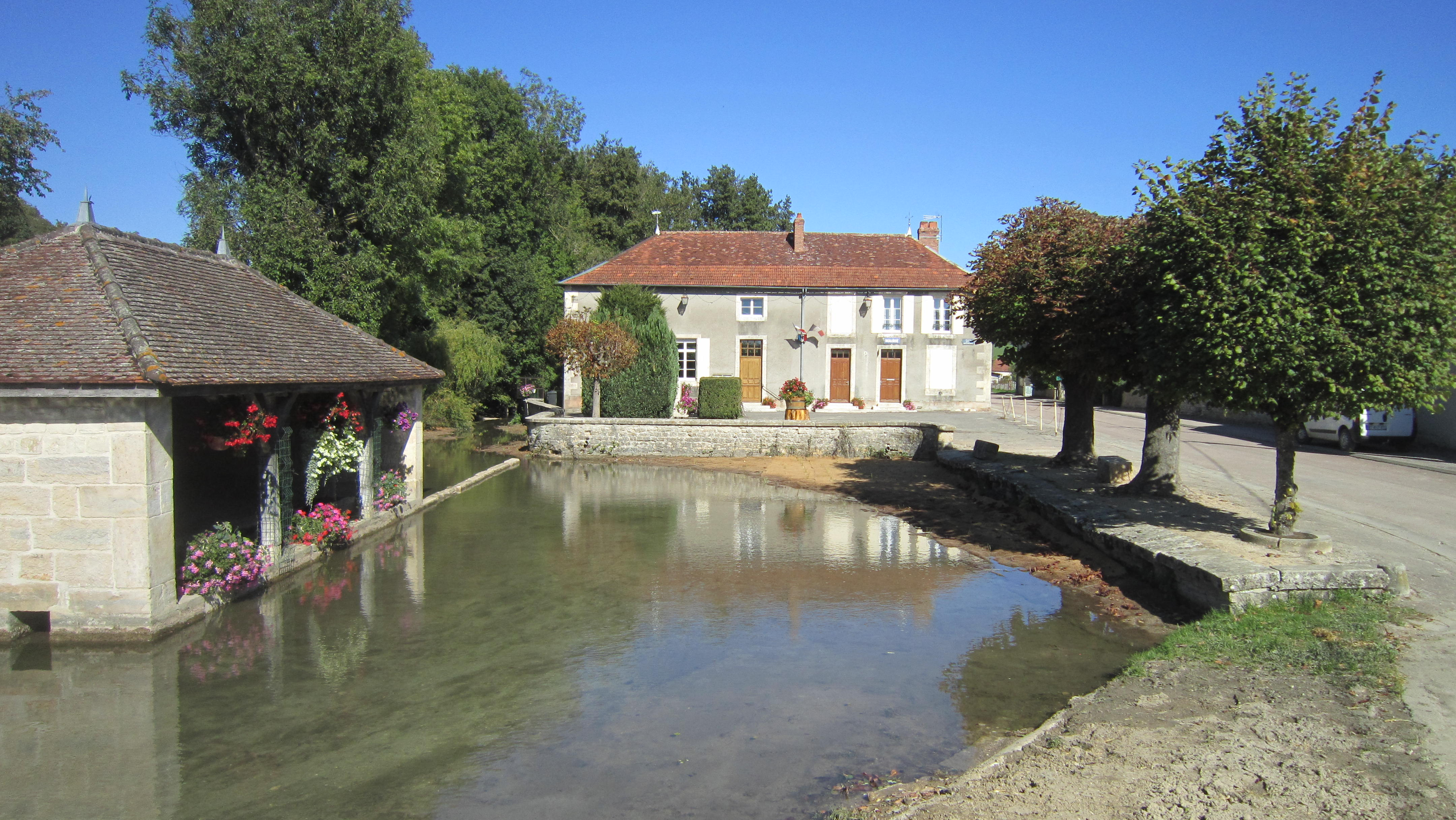
Riel-les-Eaux
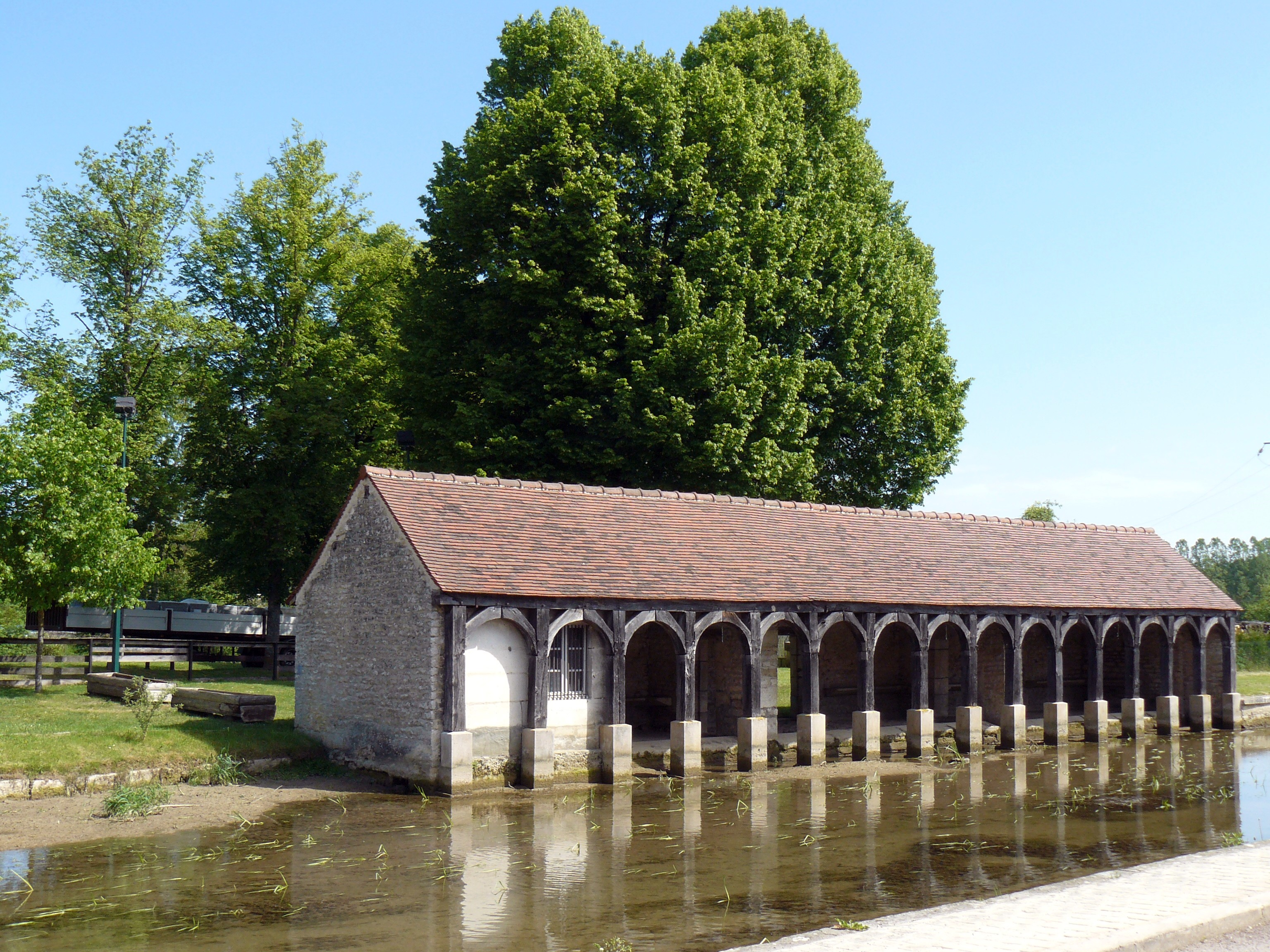
Vanvey Inscrit MH (1976)

### En plein village
Grâce à une source, une adduction d'eau ou près d'une mare châtillonnaise sur les plateaux :

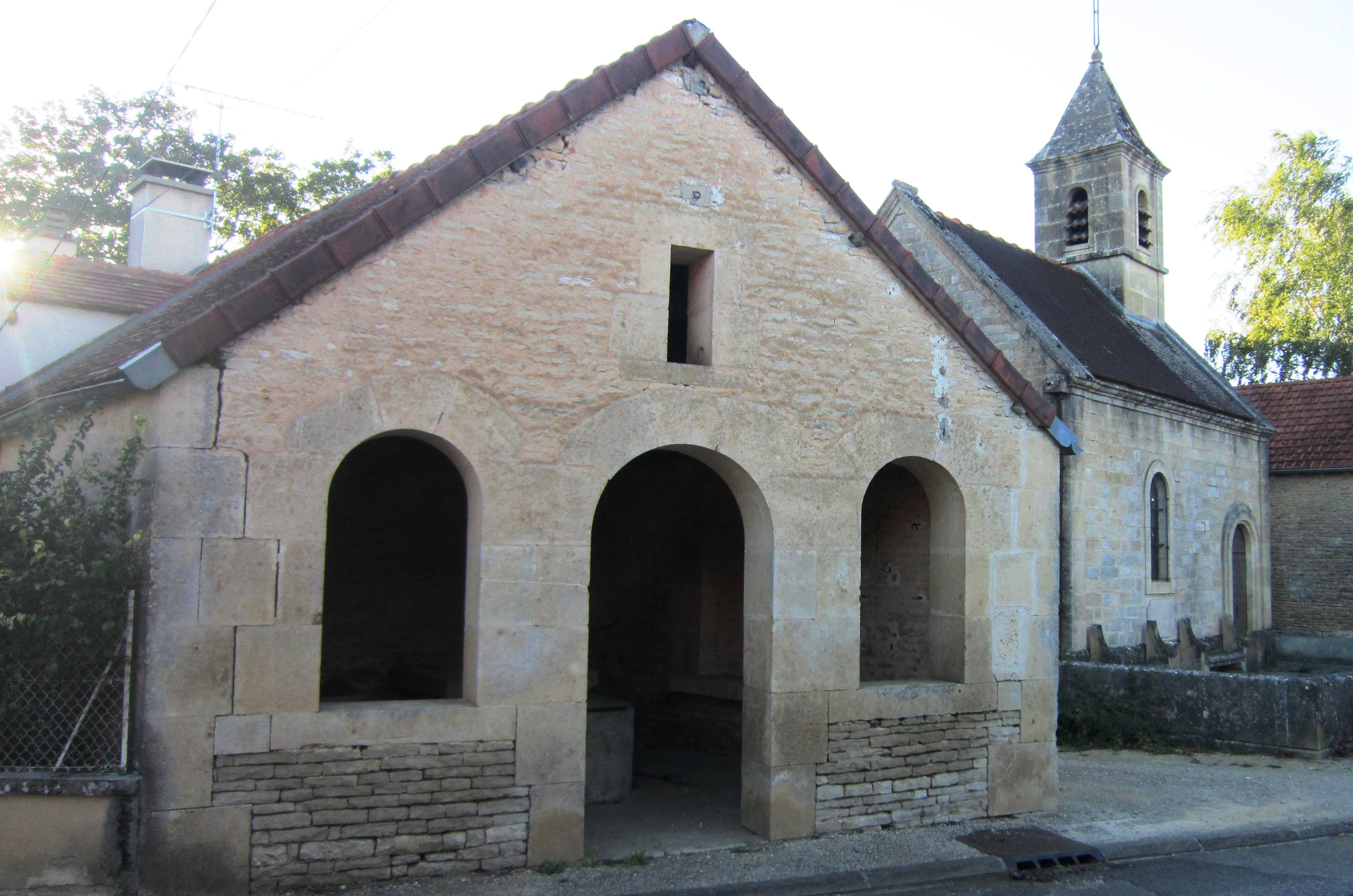
Nesles–et-Massoult
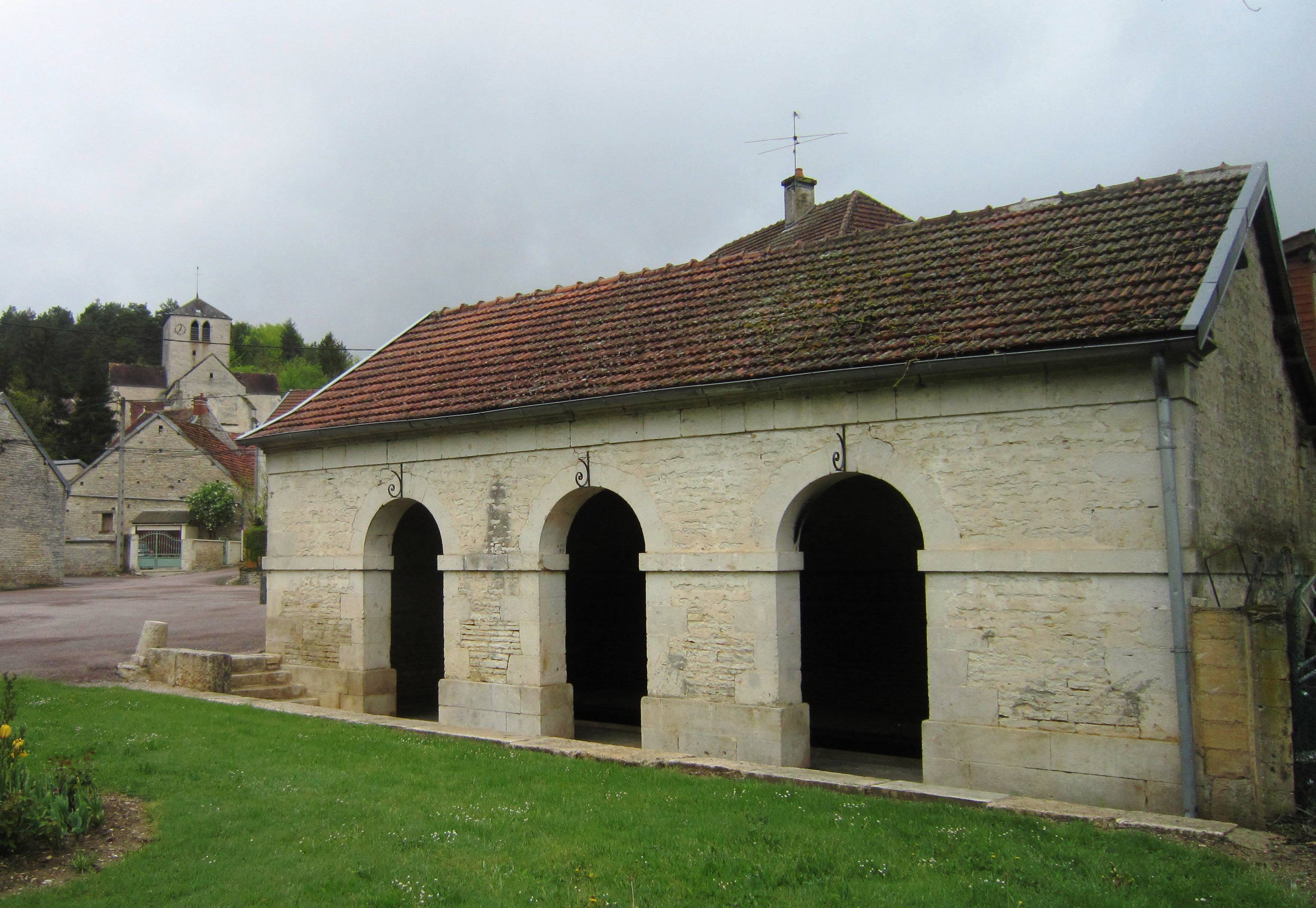
Noiron
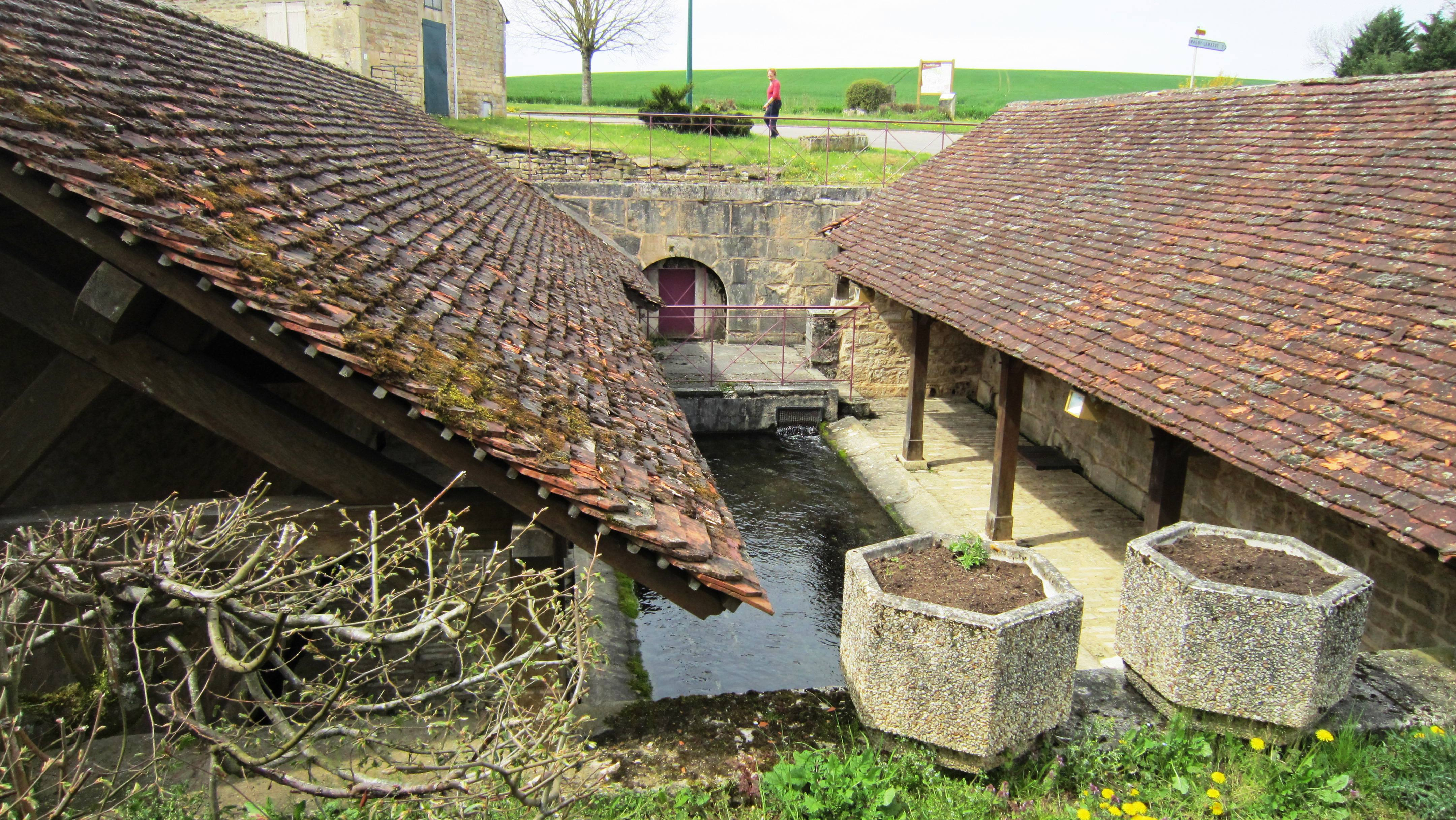
Jours-lès-Baigneux
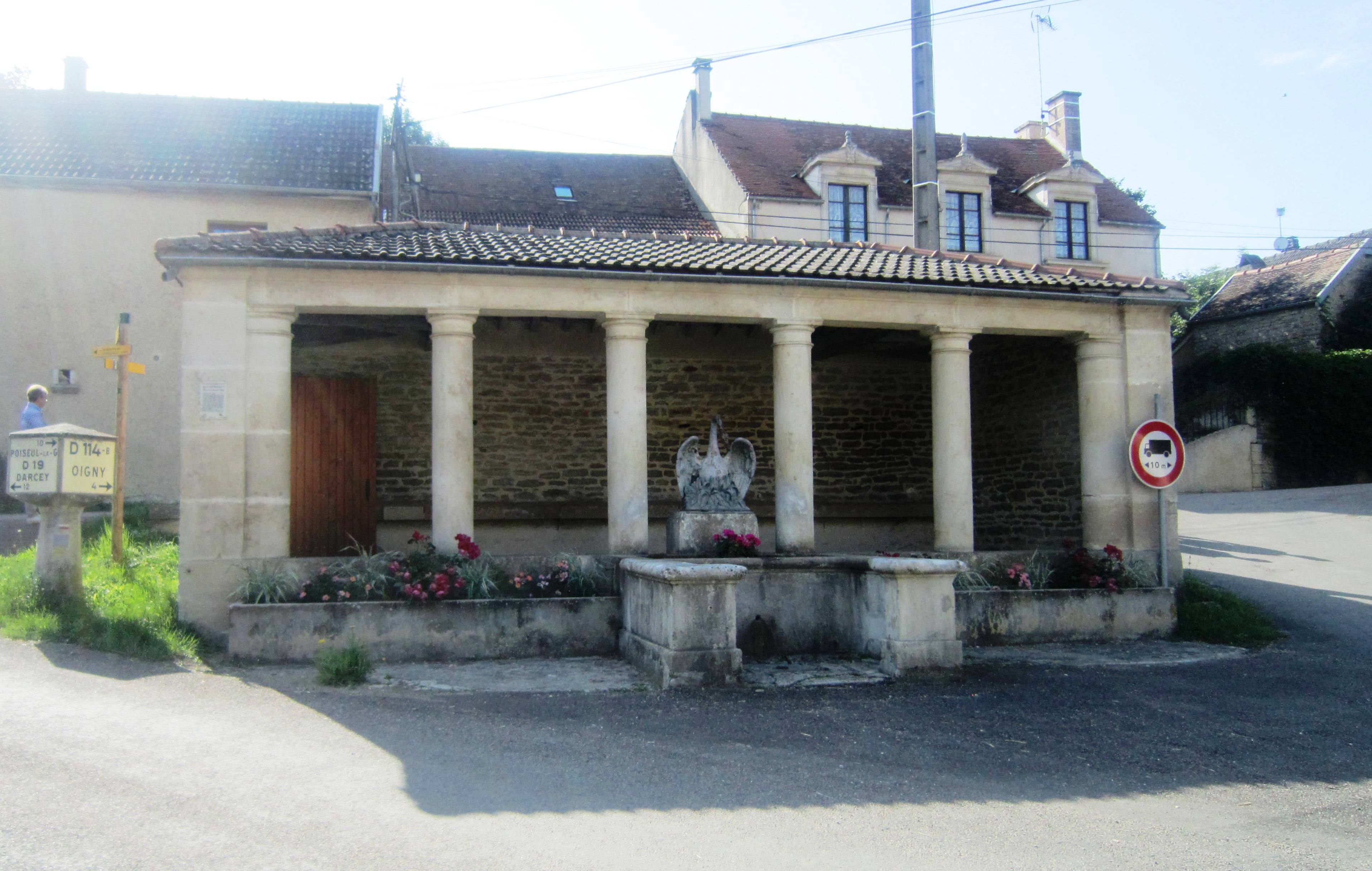
Billy-lès-Chanceaux
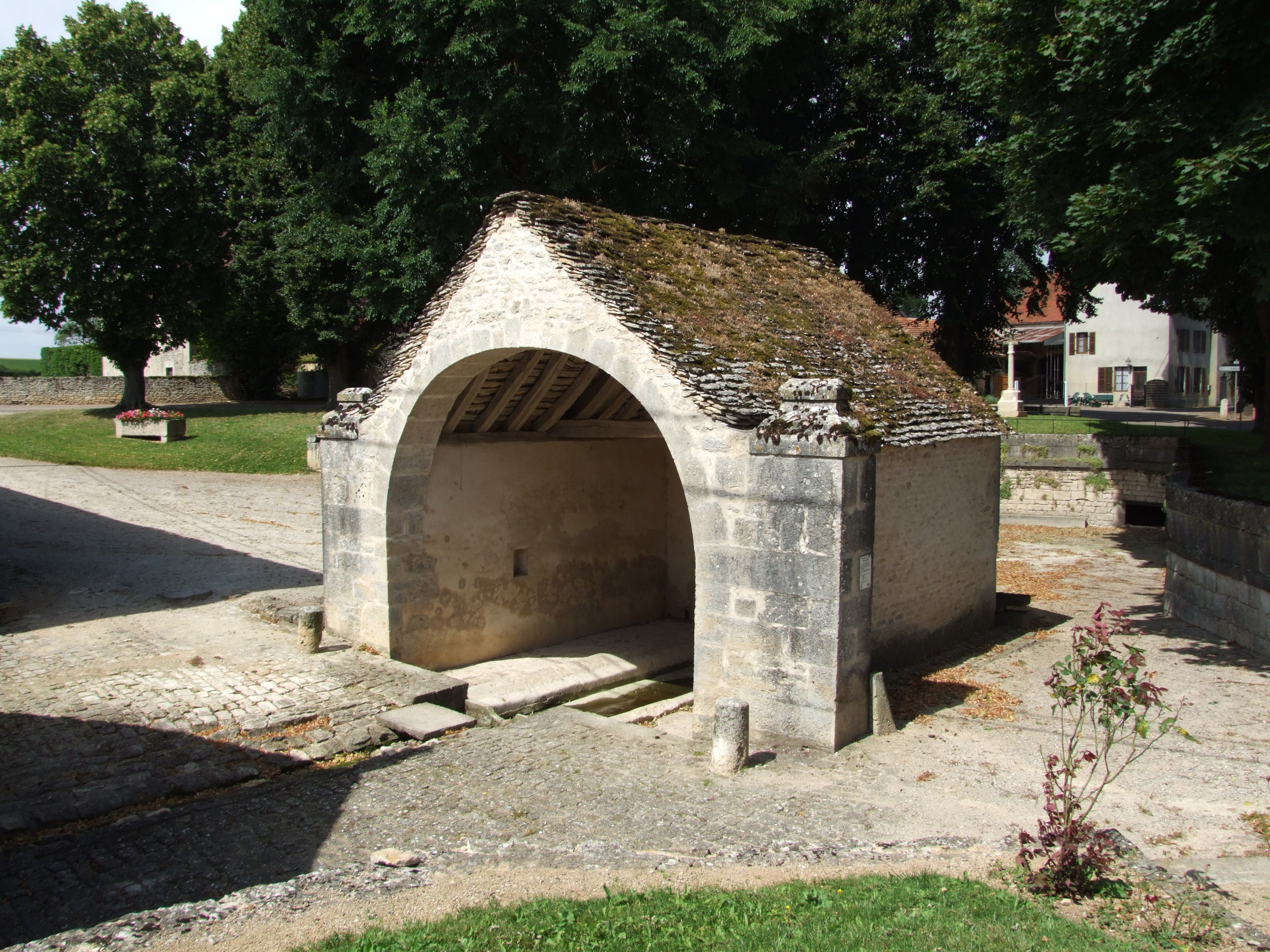
Fontaines-en-Duesmois Classé MH (1950)

### Dans les agglomérations
On relève des constructions importantes comme le double lavoir à impluvium de Châtillon-sur-Seine qui remplace au XIXe siècle un autre lavoir situé à proximité sur la rive gauche de la Douix et complète ceux des quartiers Boussambre et des Cordeliers, plus anciens.

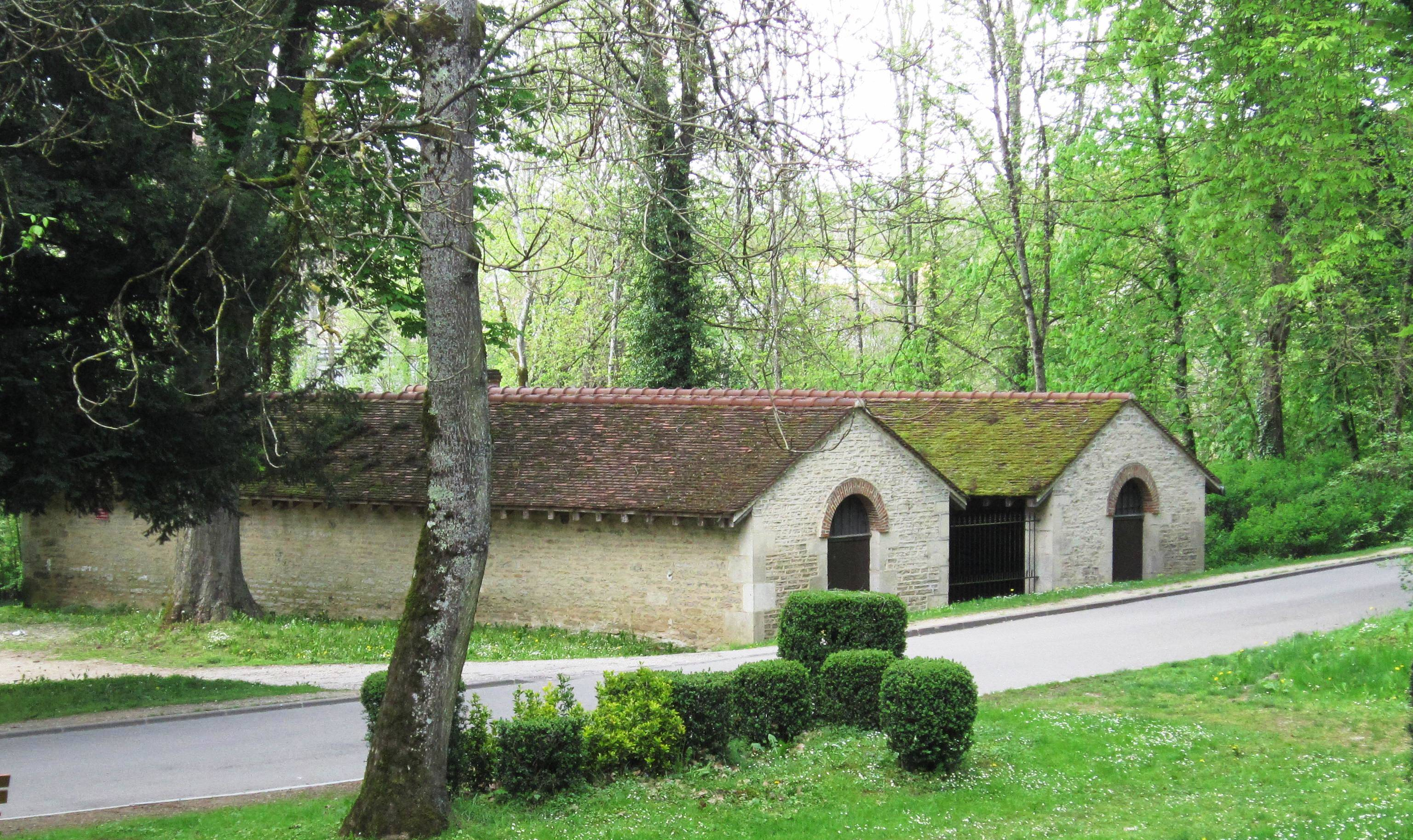
Lavoir de la Douix
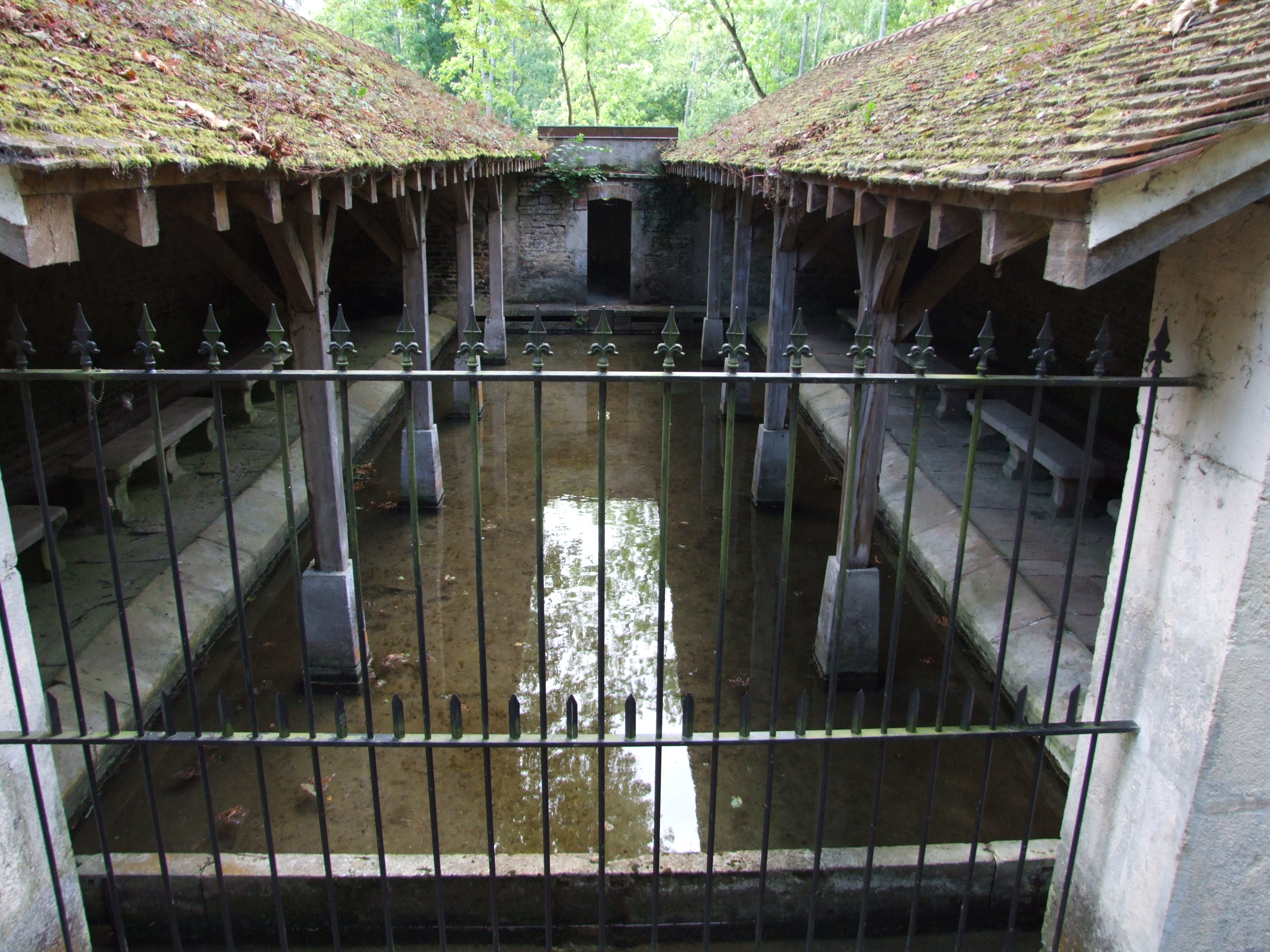
Lavoir de la Douix
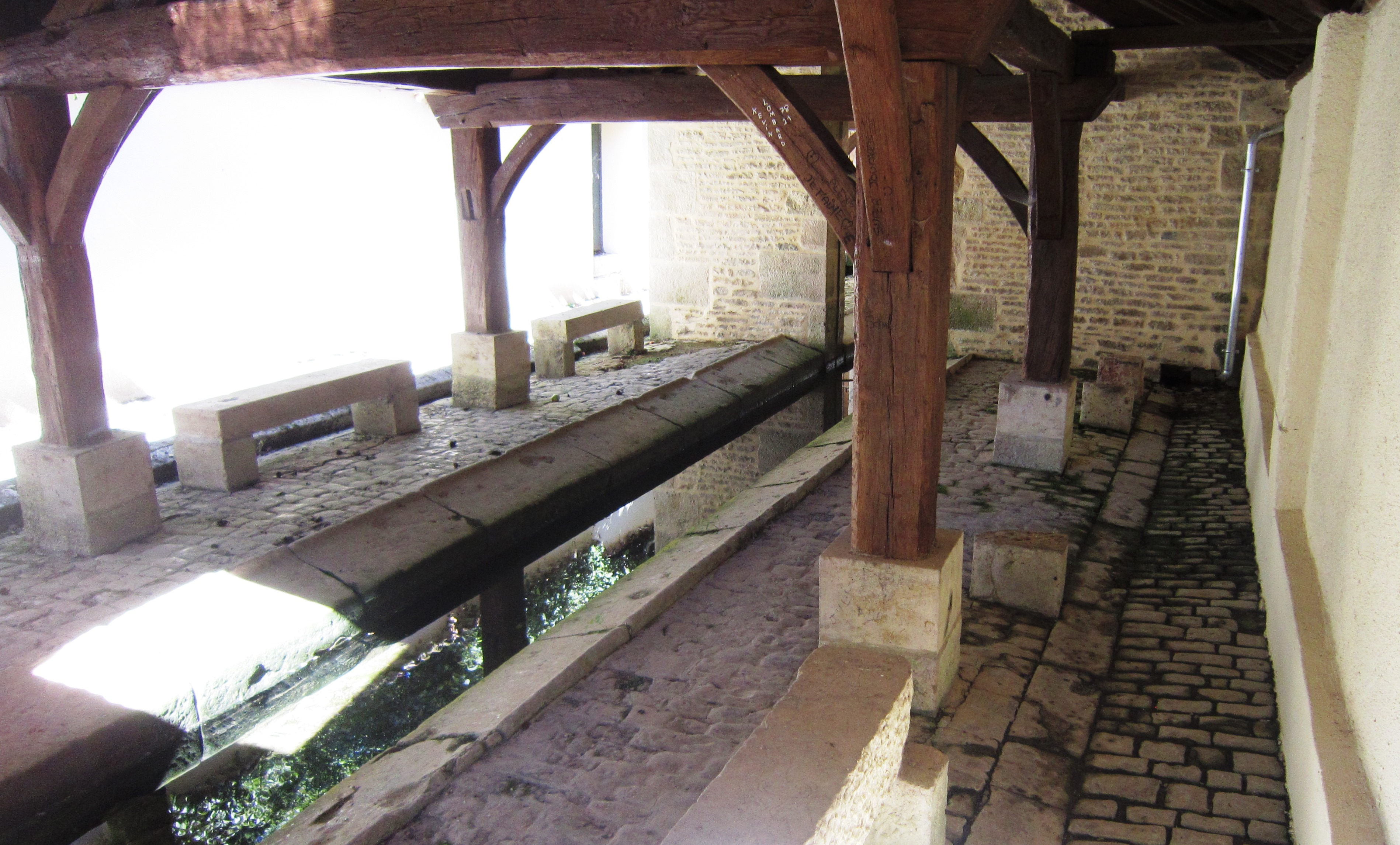
Lavoir de la fontaine Boussambre
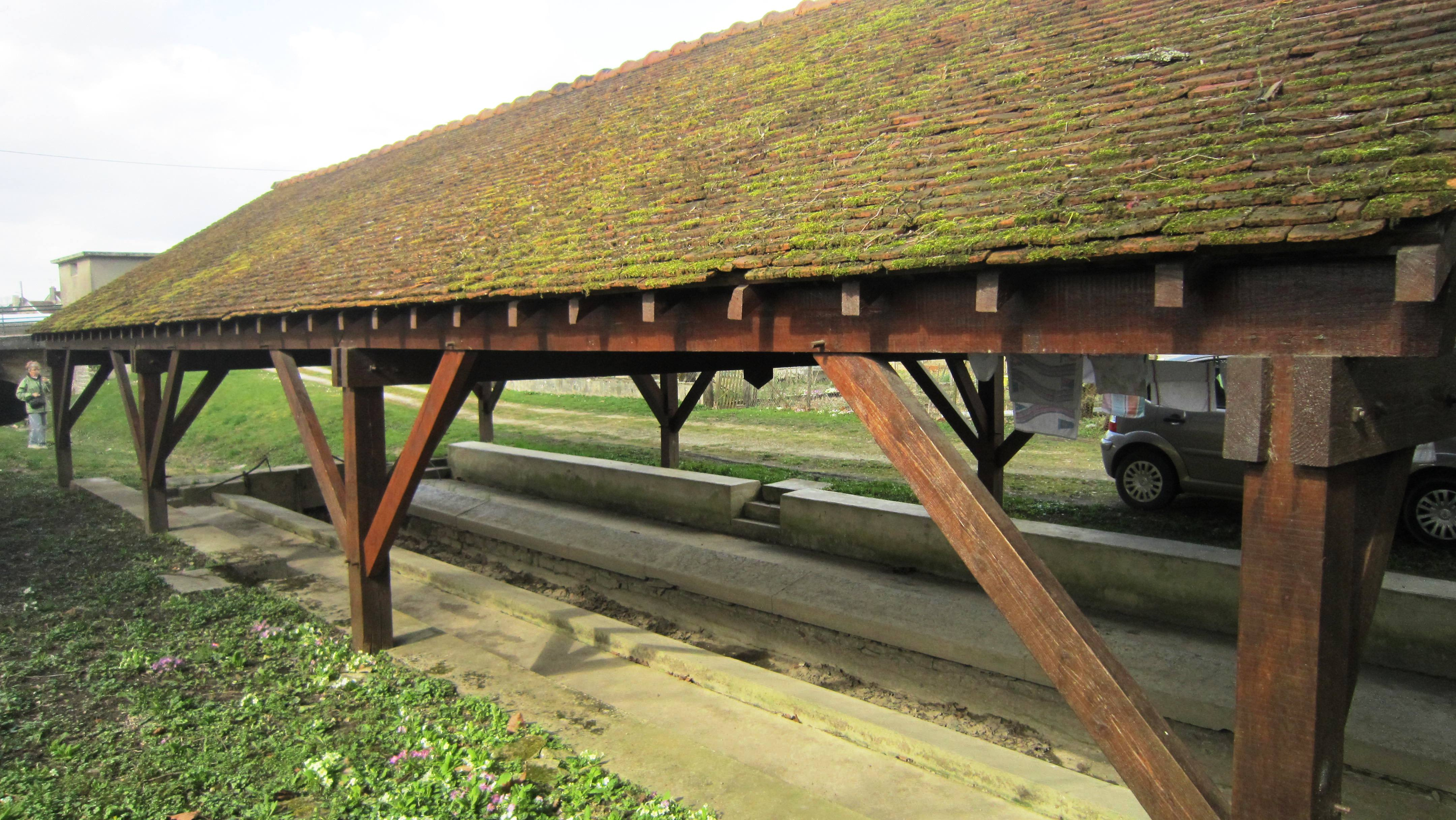
Lavoir du quartier des Cordeliers

## Mise en valeur
Certains font l’objet d’une rénovation artistique récente associée à l'animation touristique :
- Lavoir de la Margelle à Aignay-le-Duc (XIXe siècle)[5]
- Lavoir des Tanneries à Baigneux-les-Juifs (XIXe siècle)[6]
- Lavoir de Bure-les-Templiers (XIXe siècle)[7]
- Lavoir d'Essarois (XVIIIe siècle)[8]
- Lavoir de la Charme à Étalante (XIXe siècle)[9]
- Lavoir-abreuvoir de Fontaines-en-Duesmois (XVIe siècle)  Classé MH (1950)[10]
- Lavoir à impluvium de Jours-lès-Baigneux (XIXe siècle)[11]
- Lavoir de Laignes (XIXe siècle)[12]
- Lavoir de Poinçon-lès-Larrey (XIXe siècle)[13]
- Lavoir de Quemigny-sur-Seine (XIXe siècle)[14]
- Lavoir de Recey-sur-Ource (XIXe siècle)[15]
- Lavoir de Vanvey  Inscrit MH (1976) (XVIIIe siècle)[16]
- Lavoir de Voulaines-les-Templiers (XVIIIe siècle)[17]

## Sources
Base de données Mérimée du Ministère de la Culture et de la Communication.